# Ernst Dostal
Ernst Dostal (* 1951 oder 1952; † 26. Juni 1973 in Altlengbach, Niederösterreich) war ein österreichischer Gewaltverbrecher, der 1973 die bis dahin größte Fahndung der Zweiten Republik auslöste.

## Mord an Richard Dvorak
Am Mittwoch, dem 13. Juni 1973, entdeckte eine Gendarmeriepatrouille am Straßenrand der Südautobahn nahe einer Brücke im Gemeindegebiet von Guntramsdorf (Bezirk Mödling) einen breiten Explosionskrater mit Knochensplittern und Leichenteilen. Ein erster Verdacht richtete sich auf eine seit Monaten aktive Einbrecherbande, die Tresore mittels Sprengstoff öffnete und in den letzten zwei Wochen bereits dreimal erfolgreich in diesem Bundesland (NÖ) zugeschlagen hatte. Die Ermittler gingen davon aus, dass vielleicht eines der Bandenmitglieder einen Unfall mit dem Sprengstoff erlitten hatte oder auf diese Weise von seinen Komplizen beseitigt worden war. Eine zweite Theorie nahm an, dass jemand einen Anschlag auf den Autobus-Transport jüdischer Emigranten ins Transitlager Schloss Schönau vorhatte, sich aber durch unsachgemäßes Hantieren selbst in die Luft gesprengt hatte. Die Polizei verdächtigte dabei den bereits mehrfach wegen Sprengstoffanschlägen verurteilten Emanuel K., der erst knapp vier Monate zuvor aus dem Gefängnis entlassen worden war und als unauffindbar galt.
Am 15. Juni konnte der Tote identifiziert werden. Es handelte sich um den 30-jährigen Familienvater Richard Dvorak, Vertragsbediensteter im Wiener Rathaus. Dessen Mutter lieferte die entscheidenden Hinweise, die zu seiner Identifizierung führten. Ernst Dostal, der als enger Freund Dvoraks galt, wurde am 18. Juni erstmals von der Mordkommission vernommen und sagte aus, Dvorak bereits seit Tagen nicht mehr gesehen zu haben.

## Amoklauf in der Rennweger Kaserne
Am Freitag, dem 22. Juni, war Dostal erneut zu einer Befragung über Richard Dvorak in der Rennweger Kaserne in Wien geladen. Weil er weder als gefährlich noch als tatverdächtig galt, war er nicht durchsucht worden.
Als Dostal aussagte, in der Tatnacht in einem bestimmten Gasthaus gewesen zu sein, ihn die Beamten jedoch darauf hinwiesen, dass es zur fraglichen Zeit geschlossen hatte, griff er plötzlich in seine Sakkotaschen und begann aus zwei versteckt geführten Pistolen auf die Beamten zu feuern. Die Beamten Ottokar Pücher (38), Matthias Horvath (42) und Harald Syrinek (48) wurden getroffen und schwer verletzt; Pücher und Syrinek schwebten nach Tagen noch in Lebensgefahr. Beim Versuch, aus dem Gebäude zu entkommen, verletzte er noch den 57-jährigen Beamten in Zivil Leopold Ullrich durch einen Bauchschuss, bevor er schließlich durch einen Sprung aus einem Fenster im ersten Stock entkommen konnte. Er raubte ein Fahrschulauto und setzte damit seine Flucht bis zum Südtiroler Platz fort, wo er sich in einem Waffengeschäft eine Pistole und 200 Schuss Munition kaufte.

## Fahndung und Doppelmord
Unmittelbar nach dem Vorfall wurde das Haus der Dostals in Tullnerbach, ihr Bauernhof in der Nähe von Ober-Grafendorf und eine von den Dostals gemietete Wohnung in Wien durchsucht, wobei die Gendarmen eine erhebliche Waffenansammlung sicherstellten. Auf dem Bauernhof fanden die Beamten außerdem eine schalldichte Folterkammer mit Streckbetten und Halsketten neben einer hölzernen Menschenfigur, auf die geschossen worden war, Schießscheiben und große Mengen leerer Patronenhülsen.
Auch Robert Dostal, der Vater von Ernst Dostal, war bereits vor dem Amoklauf seines Sohnes untergetaucht und wurde nun ebenfalls per Haftbefehl gesucht.
Am Sonntagvormittag (24. Juni) erschoss Ernst Dostal das Ehepaar Viktor (45) und Johanna Steiger (43) in deren Wochenendhaus am Sachsengang, wobei er von einem Nachbarn beobachtet wurde. Die Polizei geht davon aus, dass Dostal bereits am Vortag in das Wochenendhaus der Eheleute aus Wien-Döbling eingedrungen war und dort übernachtete.
Am Morgen des 25. Juni wurde im Innenministerium in Wien eine Koordinationszentrale eingerichtet, in der alle Fahndungsmeldungen über Dostal aufgefangen wurden. Ein Funkjournaldienst, der 200 Funkgespräche einzelner Patrouillenwagen gleichzeitig empfangen konnte, wertete alle Meldungen aus und dirigierte die Einsatzfahrzeuge zu den Einsatzorten. Das Bundesheer stellte Speziallandkarten von Niederösterreich zur Verfügung, auf denen die Sicherheitsbehörden jeden möglichen Fluchtweg ausfindig machen und verfolgen konnten. Später am selben Tag wurde die „Aktion Vorortelinie“ in Gang gesetzt; auf sämtlichen Einzugs- und Ausfallstraßen von Wien nach Niederösterreich und umgekehrt wurden Sicherungsketten aufgezogen und jedes Fahrzeug kontrolliert, zudem wurden Verkehrskontrollstellen auch in den umliegenden Bezirken Wien-Umgebung, Sankt Pölten und Lilienfeld durchgeführt.
Dostals Verbrechen hatten die bis dahin größte Fahndung in der Geschichte der Zweiten Republik ausgelöst.

## Suizid
Der Versuch, mit einem verschlüsselten Zeitungsinserat Kontakt zu seinem Vater aufzunehmen, verriet schließlich seinen Aufenthaltsort; „1919, habe Montag vergeblich beim Turm auf Dich gewartet, werde es Mittwoch und Donnerstag gegen 22 Uhr nochmals probieren. Bin momentan unter 02774/326 zu erreichen.“ Da 1919 das Geburtsjahr von Dostals Vater ist und der Hausbesitzer der dazugehörigen Telefonnummer aussagte, das Inserat nicht aufgegeben zu haben, umstellten dienstags Spezialeinheiten das Anwesen in Altlengbach und stürmten es unter Einsatz von Tränengas. Das Anwesen war zwar menschenleer, doch befand sich in der Garage Dostals Fluchtwagen.
Dostal selbst wurde jedoch kurz darauf auf der nahen Klarahöhe beim Verlassen eines Anwesens beobachtet und gestellt. Nach kurzem Feuergefecht wurde Dostal angeschossen und verübte durch einen Kopfschuss Suizid.
Spätere Erhebungen ergaben, dass Dvorak und Dostal gemeinsam eine Entführungsserie geplant hatten. Als Dvorak aussteigen wollte, erschoss Dostal ihn und sprengte danach seine Leiche. Dies und das Verstecken seiner Kleidung und Knochen sollten eine Identifizierung unmöglich machen und die Ermittlungen erschweren.
Dostals Vater Robert, der ebenfalls in die Straftaten verwickelt war, reiste nach Bekanntwerden der Flucht seines Sohnes in die Schweiz und dann nach Lüneburg in Deutschland, wo er sich in einem Hotelzimmer erschoss.
Der Beamte Ottokar Pücher, der in der Rennweger Kaserne von Dostal durch einen Schuss ins Genick verletzt wurde, blieb bis zu seinem Tod im Jahr 2010 vom Hals an abwärts gelähmt.